# جاكوب غيد
جاكوب غيد (بالدنماركية: Jacob Gade)‏ هو ملحن دنماركي، ولد في 29 نوفمبر 1879 في فايله في الدنمارك، وتوفي في 20 فبراير 1963 في Assens, Denmark ‏ في الدنمارك.

## وصلات خارجية
- جاكوب غيد على موقع IMDb (الإنجليزية)
- جاكوب غيد على موقع ميوزك برينز (الإنجليزية)
- جاكوب غيد على موقع قاعدة بيانات الأفلام السويدية (السويدية)
- جاكوب غيد على موقع أول ميوزيك (الإنجليزية)
- جاكوب غيد على موقع أول ميوزيك (الإنجليزية)
- جاكوب غيد على موقع أول ميوزيك (الإنجليزية)
- جاكوب غيد على موقع ديسكوغز (الإنجليزية)
- جاكوب غيد على موقع كينوبويسك (الروسية)